# Jettingen (Baden-Württemberg)
Jettingen è un comune tedesco di 7 722 abitanti, situato nel land del Baden-Württemberg. Appartiene al distretto di Stoccarda e alla zona periferica dell'area metropolitana europea di Stoccarda.

## Geografia

### Posizione
Jettingen si trova nel sud-ovest del circondario di Böblingen, a sud-ovest di Stoccarda, capoluogo dello stato del Baden-Württemberg. Si trova al confine occidentale della regione di pianificazione territoriale di Stoccarda (fino al 1992 Regione del Medio Neckar) e, dal punto di vista paesaggistico, fa parte del Korngäu e dell'Heckengäu, ma viene spesso erroneamente descritta come situata nella Foresta Nera settentrionale. La vicina città di Herrenberg, sette chilometri a nord-est, è un centro di medie dimensioni della regione di Stoccarda, direttamente collegata al capoluogo tramite la S-Bahn e, come Jettingen, fa parte del distretto amministrativo di Stoccarda. La vicina città di Nagold, quattro chilometri a sud-ovest, con la quale Jettingen condivide anche un prefisso telefonico, un tempo faceva parte della Foresta Nera e del distretto amministrativo di Karlsruhe. A causa della vicinanza del comune a due diverse regioni del Baden-Württemberg, la posizione di Jettingen è anche descritta come una località sandwich.

#### Comunità limitrofe
Le seguenti città e comunità confinano con il comune di Jettingen. Sono elencate in senso orario, partendo da nord-est:
Città di Herrenberg, comune di Gäufelden, comune di Mötzingen (tutti i circondari di Böblingen), città di Nagold, città di Wildberg (entrambi i circondari di Calw).